# Tsutomu Hata
Tsutomu Hata (Tóquio, 24 de agosto de 1935 — Tóquio, 28 de agosto de 2017) foi um político do Japão. Ocupou o lugar de primeiro-ministro do Japão de 25 de abril de 1994 a 29 de junho de 1994.

## Primeiro ministro
Em 1969, Hata entrou na Câmara dos Representantes do Japão, representando a Prefeitura de Nagano como membro do Partido Liberal Democrático. Ele subiu para se tornar um tenente na facção Tanaka / Takeshita na década de 1980.
Em 1991, ele atuou como Ministro das Finanças sob Kiichi Miyazawa. Ele deixou o PLD em 1993 para fundar o Partido da Renovação do Japão com o aliado de longa data do PLD Ichirō Ozawa , que se tornou parte do governo de coalizão anti-PLD de Morihiro Hosokawa no final daquele ano. Hata serviu como ministro das Relações Exteriores no gabinete de Hosokawa.
Em 28 de abril de 1994, Hosokawa renunciou e Hata tornou-se primeiro-ministro. No entanto, o Partido Socialista do Japão havia recentemente deixado a coalizão, destruindo sua maioria na Dieta . Em vez de enfrentar um voto de desconfiança, Hata optou por renunciar em junho, permitindo que o líder do SDP, Tomiichi Murayama, assumisse o cargo em 30 de junho.
Várias reformas progressistas foram introduzidas durante o mandato de Hata como primeiro-ministro. Uma lei aprovada em 17 de junho de 1994 para alterar a Lei relativa à Estabilização do Emprego para Pessoas Idosas visava incentivar os empregadores a planejar o emprego contínuo para funcionários mais velhos após a idade de 60 anos, bem como proibir os empregadores de estabelecer uma idade de aposentadoria compulsória inferior a 60 anos. e designar empresas públicas como centros "para o uso prático da experiência dos trabalhadores mais velhos". Em 22 de junho de 1994, o Centro de Apoio ao Emprego de Deficientes foi criado por lei para fornecer conselhos práticos, treinamento vocacional e informações para trabalhadores com deficiência e empregadores. Uma lei de emenda do seguro de saúde aprovada em 29 de junho de 1994 isentou os funcionários da obrigação de pagar as taxas do Seguro Nacional de Saúde durante a licença para assistência aos filhos.
Depois que o Shinseito se fundiu com o Shinshinto no final de 1994, Hata disputou a liderança contra Ichiro Ozawa. Depois de perder este concurso, ele e outros doze membros da Dieta formaram o Partido do Sol dissidente (太陽党 Taiyōtō). O Partido do Sol em janeiro de 1998 tornou-se parte do Partido da Boa Governança, que foi subsumido pelo Partido Democrático do Japão em abril de 1998.